# Myjomice
Myjomice [pronunciación en polaco: /mɨjɔˈmit͡sɛ/] (en alemán: Michelsberg) es un pueblo ubicado en el distrito administrativo de Gmina Kępno, dentro del Distrito de Kępno, Voivodato de Gran Polonia, en el oeste de Polonia central. Se encuentra aproximadamente a 6 kilómetros al norte de Kępno y a 140 kilómetros al sureste de la capital regional Poznań.